# Palmyre du Nord (train)
 (décembre 2021).
Si vous disposez d'ouvrages ou d'articles de référence ou si vous connaissez des sites web de qualité traitant du thème abordé ici, merci de compléter l'article en donnant les références utiles à sa vérifiabilité et en les liant à la section « Notes et références ».
Pour les articles homonymes, voir Palmyre du Nord (homonymie).
La Palmyre du Nord (en russe : Северная Пальмира, Severnaïa Palmira) est un train qui relie la ville de Saint-Pétersbourg (dont « Palmyre du Nord » est un surnom) à Adler. La longueur de la ligne est de 2 444 km.